# Richard Bacon (politiker)
Richard Michael Bacon, född 3 december 1962 i Solihull i Warwickshire, är en brittisk konservativ politiker. Han är ledamot av underhuset för South Norfolk sedan 2001.